# Affaire Gateau-Mathey
L'affaire Gateau-Mathey est une affaire criminelle survenue en France en 2005. La victime, Nelly Cremel, née en juin 1965, disparaît le 3 juin 2005 alors qu'elle faisait son jogging, et est retrouvée morte le 11 juin 2005 près de Reuil-en-Brie en Seine-et-Marne. L'enquête établira qu'elle a été enlevée et assassinée par balles et à coups de rondins de bois par Serge Mathey et Patrick Gateau.

## Coupables
Les soupçons se portent vers Patrick Gateau, né le 8 janvier 1957, un meurtrier sorti de prison en 2003 sous le régime de la libération conditionnelle après 19 ans de réclusion, ayant été condamné à perpétuité le 2 octobre 1990 à la cour d'assises du Rhône à Lyon pour avoir abattu Jeanine Brendle 49 ans, dans une décharge à Sainte-Foy-lès-Lyon en 1984,.
Le 18 juin 2008 à la cour d'assises de Seine-et-Marne à Melun, Patrick Gateau a été jugé coupable et condamné à perpétuité avec 22 ans de sûreté,. Son complice, Serge Mathey, quant à lui, a été condamné à 30 ans de réclusion dont 16 ans de sûreté.

## Polémique
Lors de ce fait divers, une polémique eut lieu en France sur le fait qu'une personne ayant déjà commis un meurtre puisse en commettre un deuxième et donc sur le régime de la libération conditionnelle.
Ainsi, Nicolas Sarkozy, alors ministre de l'Intérieur, indique vouloir « faire payer »  le juge ayant ordonné cette libération conditionnelle pour « sa faute ». En réalité, la décision a été prise par le tribunal de l'application des peines, composé de trois magistrats.
Interrogé par RTL, le président de ce tribunal confirmera que les règles posées par la loi avaient été respectées dans cette affaire, et que le condamné remplissait toutes les conditions exigées par la loi pour bénéficier d'une libération conditionnelle .

## Documentaire télévisé
- Faites entrer l'accusé, présenté par Christophe Hondelatte, le 3 janvier 2010, Patrick Gateau, le procès de la récidive, sur France 2.
- « Guet-apens fatal pour la joggeuse » le 29 mars 2018 dans Indices sur Numéro 23.